# Hogna ammophila
Hogna ammophila là một loài nhện trong họ Lycosidae.
Loài này thuộc chi Hogna. Hogna ammophila được Alfred Russel Wallace miêu tả năm 1942.